# Dynamica
In de natuurkunde is de dynamica of krachtenleer de tak van de klassieke mechanica die zich bezighoudt met de beweging van een natuurkundig lichaam (voorwerp), als gevolg van krachten die op het voorwerp inwerken. De statica is het deel van de mechanica dat zich bezighoudt met de werking van krachten op stilstaande voorwerpen, bijvoorbeeld de moment-werking.

## Subdisciplines
- Kinematica
- Kinetica
- Vloeistofdynamica
  - Hydrodynamica
  - Gasdynamica
    - Aerodynamica

## Geschiedenis

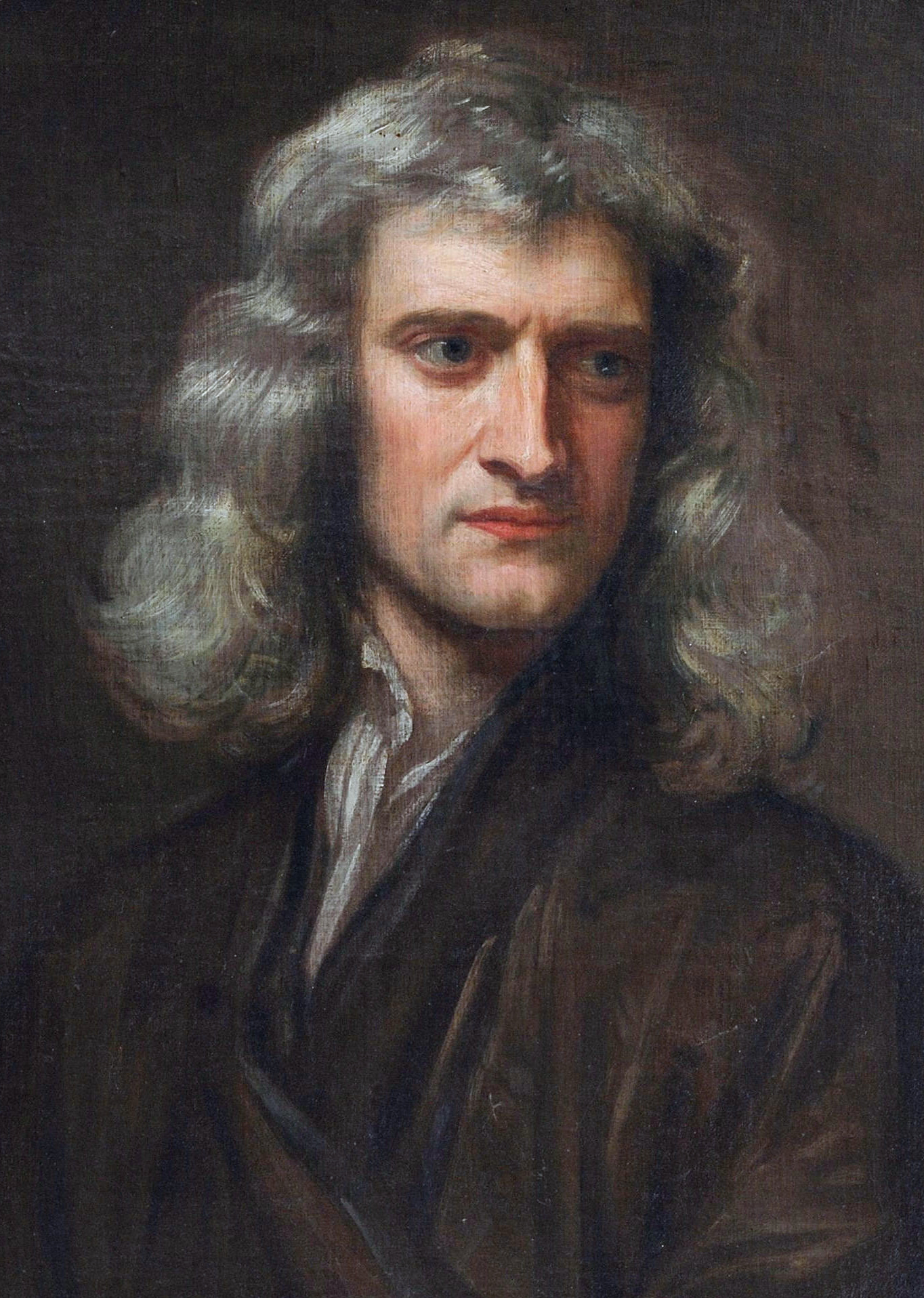
Isaac Newton

Historisch gezien werden de beginselen van dynamica ontwikkeld toen het mogelijk was een nauwkeurige meting van tijd te maken. De dynamica is een voortzetting van het werk van met name Galileo Galilei en Isaac Newton. Galilei formuleerde in 1638 het traagheidsprincipe. In 1687 formuleerde Newton de grondbeginselen van het verband tussen kracht, massa en versnelling in de beroemde vergelijking
{\displaystyle {\vec {F}}={\frac {\mathrm {d} {\vec {p}}}{\mathrm {d} t}}=m\cdot {\vec {a}}},
waarin {\displaystyle F} de kracht, {\displaystyle p} de impuls, {\displaystyle m} de massa en {\displaystyle a} de versnelling is. Deze wet ligt aan de basis van de dynamica (zie Wetten van Newton). Kort nadat deze wetten werden gepostuleerd, zijn belangrijke technieken voor hun toepassing ontwikkeld door Leonhard Euler, Jean le Rond d'Alembert, Joseph-Louis Lagrange en anderen.

## Overig
- Vrijmaken is een bewerking die bij het systematisch oplossen van een dynamica-vraagstuk wordt uitgevoerd.